# 朱見灂
趙靖王朱見灂（1453年—1502年），明朝第二次封的第四代趙王，悼王朱祁鎡的庶第一子。朱見灂在成化元年（1465年）襲封趙王。其王妃是兵马指挥李福之女。
朱見灂屢次殺人，又几乎乘醉殺其三叔汤阴王朱祁𨧨和七叔南乐王朱祁鉷。成化十二年（1476年）事發，奪去三分之二的祿米，又褫奪朱見灂的冠服，要他穿平民衣服及讀書習禮。二年後，在母親趙悼王妃李氏求情下，重新獲得冠服。
朱見灂在位三十七年。有子庶三子清流王朱祐棌、庶五子广安王朱祐枳（母丁氏）、小儿子朱祐朾。朱見灂因为偏爱朱祐朾，竟然诬陷朱祐棌犯了大逆之罪，因此被朝廷下诏指责。
弘治十五年（1502年）朱見灂去世，諡號靖，一年後朱祐棌嗣位。
| 大明封国国王          | 大明封国国王              | 大明封国国王        |
| --------------------- | ------------------------- | ------------------- |
| 前任者： 父悼王朱祁鎡 | 明趙國國王 1465年－1502年 | 繼任： 子莊王朱祐棌 |